# Joseph Kabila
Joseph Kabila Kabange (Hewa Bora, 4. lipnja 1971.), trenutni predsjednik DR Konga. 
Preuzeo je funkciju nakon ubojstva svog oca Laurenta u siječnju 2001. Oženjen je, a obred se vršio i na katolički i protestantski način. Otac mu je svrgnuo Mobutua, ali nije uveo demokraciju. Obnaša funkciju predsjednika i premijera.